# Stade olympique maritime boulonnais
 (janvier 2025).
Si vous disposez d'ouvrages ou d'articles de référence ou si vous connaissez des sites web de qualité traitant du thème abordé ici, merci de compléter l'article en donnant les références utiles à sa vérifiabilité et en les liant à la section « Notes et références ».
Maillots
Actualités
Le Stade Olympique Maritime Boulonnais (SOMB) est un club français de basket-ball évoluant en NM1 (3e division du championnat de France), basé à Boulogne-sur-Mer.

## Historique
Le Stade olympique maritime boulonnais, club omnisports, fut déclaré et enregistré au journal officiel sous le numéro 906 le 5 septembre 1935.
La section basket-ball reste en sommeil quelques années, ne prenant son départ que pour la saison 1939-1940, activité vite stoppée par la Seconde Guerre mondiale.
Nouveau départ lors de la saison 1945-1946. Une seule équipe est engagée en championnat maritime FFBB (Fédération française de basket-ball). Les rencontres se déroulent en plein air sur un des courts de tennis du boulevard Eurvin, aimablement mis à la disposition du club par le jardinier d’entretien du Tennis-Club.
Dès 1948, trois équipes sont formées ; l’équipe fanion dispute le championnat départemental FFBB et obtient son premier titre de Champion du Pas-de-Calais en 1949.
Les entraînements sont toujours en plein air pendant ces quelques années. Dès 1950, une petite salle de patronage (10 m*8 m) est louée au club, un panneau en bois y est fixé et les entraînements hivernaux se déroulent dans ce local. Le SOMB monte très vite les échelons pour obtenir le titre de Champion des Flandres (Nord-Pas-de-Calais) en 1954 et accède ainsi au championnat national. En match d’inauguration, le SOMB bat le Stade Français (Nationale 1) 54-52. Les saisons 1953-1954-1955-1956 voient le développement du club. Les équipes de jeunes sont formées (minimes, cadets, juniors), les réserves jouent en promotion départementale et l’équipe fanion joue sans interruption pendant une douzaine d’années en Championnat de France Honneur (équivalent à la Nationale 2 d’aujourd’hui[Quand ?]). La division dans laquelle opère le SOMB comprend les régions Normandie, Région Parisienne, Flandres et Champagne Est. Quatre équipes descendent chaque saison. En parallèle, l’équipe fanion dispute la Coupe de France FFBB et le championnat UFOLEP.
Dès 1998, le club du SOMB enchaîne les montées passant de l'Excellence Départementale à la Nationale 1 en neuf années de championnat. Le club évolue alors pendant trois ans à ce niveau mais rate l'engagement pris par le président, à savoir la montée en Pro B en 4 ans.
C'est en 2010, à la suite de l'arrivée de Germain Castano au poste d'entraîneur, que le club est promu en Pro B grâce à ses victoires en phase finale de Nationale 1.
Le SOMB évolue en Pro B (deuxième niveau national après la Pro A) jusqu'à la saison 2013-2014. 
Début avril 2014, Germain Castano annonce la prolongation de son contrat pour 2 ans.
Le 29 avril 2014, les Boulonnais s'imposent à Évreux (48-50) et s'assurent la montée en Pro A pour la saison 2014-2015.
Cette saison en Pro A fut compliquée pour le SOMB qui est rétrogradé en Pro B au terme de celle-ci.
Le 25 décembre 2016, Germain Castano est retiré de ses fonctions d'entraîneur. L'assistant coach Mike Gonçalves prend alors les reines de l'équipe. 
Le 19 mai 2017, le SOMB à la suite d'une défaite contre Nantes (65-72) est relégué en NM1
Lors de la saison 2017-2018, le SOMB accède aux play-off d'accession Pro B mais chute en demi-finale face à Chartres.

## Politique du club
Le SOMB se voulant club formateur, il dispose cette année d'une équipe Minimes France, Cadets Région et Cadets France. Le club dispose aussi  d'une équipe en Nationale 3.

## Palmarès
- 1998 : Le SOMB est en Excellence Départementale
- 1999 : Accession en Promotion régionale
- 2000 : Accession en Excellence régionale
- 2001 : Accession en Prénationale
- 2002 : Accession en Nationale 3
- 2004-2005 : Champion de France de NM3 en restant invaincu toute la saison
- 2005 : Vainqueur du premier Trophée Coupe de France Masculins de Basket-Ball. En finale, le 14 mai 2005, victoire contre Andrézieux au POPB sur le score de 72 à 63.
- 2005 : Accède à la Nationale II et se rend même à Bercy pour remporter la finale du Trophée Coupe de France.
- 2005-2006 : Le SOMB participe aux barrages Nationale 2/Nationale 1 et se rend à Salon de Provence (NM1) pour pouvoir évoluer à l’échelon supérieur mais en vain.
- 2006-2007 : le SOMB termine premier de la Poule C de N2. Le SOMB décroche son ticket pour la N1 en barrages en battant l’ADA Blois en demi-finale.
- 2007-2008 : Promu en Nationale masculine 1
- 2009-2010 : Remporte la finale de Nationale 1 et accède à la Pro B pour la saison 2010-2011
- 2013-2014 : Champion de France de ProB, et accède à la Pro A pour la saison 2014-2015
- 2015-2016: Relégation en Pro B
- 2017-2018 : Relégation en National 1

| Saison    | Championnat de France | Championnat de France | Championnat de France | Championnat de France | Championnat de France | Équipe |
| Saison    | Div                   | MJ                    | %V                    | Phase régulière       | Play-offs             | Équipe |
| --------- | --------------------- | --------------------- | --------------------- | --------------------- | --------------------- | --- |
| 2010-2011 | Pro B                 | 34                    | 55,8 %                | 6e                    | Demi-finale           | Landon Milbourne, Kévin Mondésir, Lamine Kante, Klemensas Patiejunas, Moustapaha Ndiaye, Étienne Plateau, Amadou Aboubakar Zaki, Bianco Matanga (à partir du 20/01/2011), Tony Stanley, Romain Ba, Darryl Monroe, Fernando Raposo (à partir du 07/10/2010) Encadrement : Germain Castano (entraîneur), Fabien Anthonioz (assistant) |
| 2011-2012 | Pro B                 | 34                    | 52,9 %                | 7e                    | Quart de finale       | Jonathan Rousselle, Zaïnoul Bah, Chris McCray, Martin Le Pellec, Valentin Bigote, Austen Rowland (à partir du 01/11/2012), Romain Ba, Mickaël Var, Kurt Cunningham, Mouhammadou Jaiteh, Abdoulaye Loum (à partir du 10/01/2013), Mamadi Diane (du 07/03/2013 au 20/05/2013), Kenneth Horton (du 01/07/2012 au 13/01/2013), Mamadou Sy (du 06/12/2012 au 16/01/2013) Encadrement : Germain Castano (entraîneur), Fabien Anthonioz (assistant)                        |
| 2012-2013 | Pro B                 | 34                    | 61,7 %                | 4e                    | Quart de finale       | Jonathan Rousselle, Zaïnoul Bah, Chris McCray, Martin Le Pellec, Valentin Bigote, Austen Rowland, Romain Ba, Mickaël Var, Kurt Cunningham, Mouhammadou Jaiteh, Abdoulaye Loum, Mamadi Diane, Mamadou Sy, Kenneth Horton Encadrement : Germain Castano (entraîneur), Fabien Anthonioz (assistant) |
| 2013-2014 | Pro B                 | 44                    | 75%                   | 1re                   |                       | Mickaël Var, Deven Mitchell, Zachery Peacock, Angelo Tsagarakis, Charly Pontens, Junior Mbida, Mehdi Cheriet, Loïc Akono, Mamadou Sy Encadrement : Germain Castano (entraîneur), Fabien Anthonioz (assistant) |
| 2014-2015 | Pro A                 | 34                    | 26%                   | 18e                   |                       | Sam Dower, Jason Boone, Stephen Brun, Angelo Tsagarakis, Darnell Wilson, Kenny Boynton, Alando Tucker, Loïc Akono, Tweety Carter Encadrement : Germain Castano (entraîneur), Fabien Anthonioz, Thibault Wolicki (assistants) |
| 2015-2016 | Pro B                 | 34                    | 48%                   | 12e                   |                       | Arthur Rozenfeld, Raphael Binvignat, Kevin Mendy, Kevin Joss Rauze (à partir du 15/02/2016), Xavier Corosine, Will Sheehey, Lance Goulbourne, Antoine Wallez, Sim Garrett, Ferdinand Prenom (à partir du 02/10/2015), Jean-Dieudonné Biog, Austen Rowland (à partir du 07/04/2016), Aleksandar Georgiev (du 31/03 au 18/05/2016), J. J. Miller (du 25/02 au 24/03/2016) Encadrement : Germain Castano (entraîneur), Fabien Anthonioz, Thibault Wolicki (assistants) |
| 2016-2017 | Pro B                 | 34                    | 39%                   | 18e                   |                       | Teddy Gipson, Alexandre Moisy, Worthy de Jong, Kevin Mendy, Cédric André, Xavier Corosine, Kadri Moendadze, Michel Jean-Baptiste Adolphe, Grismay Paumier, Abdoulaye Loum Encadrement : Germain Castano (entraîneur), Mike Consalves, Thibault Wolicki (assistants) |
| 2017-2018 | Nat. 1                | 34                    | 50%                   | 9e                    | Demi-finale           | Diante Watkins, Timothé Vergiat, Ralph Temgoua, Hugo Dumortier, Warren Niles, Namory Boundy, Mehdi Cheriet, Michel Jean-Baptiste Adolphe, Cédric André, Dwight Burke Encadrement : Frédéric Brouillaud (entraîneur), Thibault Wolicki (assistant) |
| 2018-2019 | Nat. 1                | 18                    | 39%                   | 8e                    | Demi-finale           | Timothé Vergiat, Loïc Akono, Hugo Dumortier, Ralph Temgoua, Kyle Johnson (jusqu'au 28/02/2019), Théo Nehlig, Mehdi Cheriet, Matthew Bonds, Michel Jean-Baptiste-Adolphe, Patrick Clerence, Maurice Walker (à partir du 05/02/2019), Souarata Cissé (à partir du 28/02/2019) Encadrement: Thibault Wolicki (entraîneur), Cédric Miller (assistant) |
| 2019-2020 | Nat. 1                | 26                    | 65%                   | 4e                    | -                     | Matthieu Robin, Loïc Akono, Hugo Dumortier, Ralph Temgoua, Parfait Njiba, Roman Huger, Urald King, Marc Michael Gosselin, Michel Jean-Baptiste-Adolphe, Moïse Diame Encadrement: Thibault Wolicki (entraîneur), Mike Gonsalves (assistant) |
| 2020-2021 | Nat. 1                | 26                    | 50%                   | 8e                    | -                     | Louis Weber, Loïc Akono, Hugo Dumortier, Morgan Durand, Parfait Njiba, Wendell Davis JR, Mickaël Var, Antoine Bibollet Ruche, Mathieu Boyer, Cédric Kossi Kuakumensah Encadrement: Thibault Wolicki (entraîneur), Mike Gonsalves (assistant) |

## Historique du logo

Logo précédent.
Logo actuel.